# Пано Бояджидраганов (Агопа)
Пано Бояджидраганов (Агопа) (Пано Митев Драганов) е български националреволюционер.

## Биография
Пано Бояджидраганов е роден към средата на 19 век в град Ловеч. Семейството е на занаятчията Митьо Драганов и се отличава с голямо родолюбие.
Учи в родния си град. Препитава се като занаятчия. Включва се в организираната националноосвободителна борба. Член-учредител на Ловешкия частен революционен комитет. Доверено лице на Ангел Кънчев и деен член на комитета. Заедно с жена си Геца Бояджираганова го приемат в дома си за три месеца (1871 – 1872). Тук комитетските дейци провеждат своите срещи, обучават се да боравят с оръжие и др.
В борбата участват и неговите братя. Данаил Бояджидраганов е четник в Четата на Христо Ботев. Загива в боя на „Милин камък“. Анастас Бояджидраганов е опълченец в състава на Българското опълчение по време на Руско-турската война (1877 – 1878).